# Nhóm ngôn ngữ Đức cao địa
Nhóm ngôn ngữ Đức cao địa (tiếng Đức: Hochdeutsche Sprachen) hoặc nhóm phương ngữ Đức cao địa (Hochdeutsche Mundarten/Dialekte) bao gồm các biến thể của tiếng Đức, tiếng Luxembourg và tiếng Yiddish, cũng như các đồng ngữ được nói ở miền trung và miền nam nước Đức, Áo, Liechtenstein, Thụy Sĩ, Luxembourg và các khu vực láng giềng ở Bỉ và Hà Lan (các phương ngữ Ripuaria ở đông nam Limburg), Pháp (Alsace và Bắc Lorraine), Italia và Ba Lan. Nhóm ngôn ngữ này cũng được nói ở hải ngoại tại România (Transilvania), Nga, Hoa Kỳ, Brasil, Argentina, Chile và Namibia.
Về thuật ngữ, từ "cao" trong tiếng Đức cao địa là một tham chiếu địa lý đến nhóm các phương ngữ hình thành nên "tiếng Đức" (theo nghĩa "tiếng Đức cao nguyên"), mà từ đó phát triển thành tiếng Đức tiêu chuẩn (theo nghĩa hẹp), tiếng Yiddish và tiếng Luxembourg. Nó dùng để chỉ vùng núi cao ở miền Trung và miền Nam nước Đức, nó cũng bao gồm Luxembourg, Áo, Liechtenstein và hầu hết Thụy Sĩ. Nó được dùng để phân biệt với tiếng Hạ Đức, mà nó được dùng tại các vùng hạ du (đồng bằng Bắc Đức) và dọc theo bờ biển bằng phẳng của Biển Bắc. "Đức cao địa" trong ý nghĩa rộng hơn có thể được chia thành Thượng Đức (Oberdeutsch, bao gồm các phương ngữ của tiếng Đức của Áo và Thụy Sĩ), Trung Đức (Mitteldeutsch, bao gồm tiếng Luxembourg, mà bây giờ là một ngôn ngữ chuẩn) và Franken cao địa, mà nó là nhóm phương ngữ chuyển tiếp giữa hai nhóm này.